# Liste der Weiterbildungskollegs in Nordrhein-Westfalen
In Nordrhein-Westfalen gibt es 39 Weiterbildungskollegs als allgemeinbildende Schulen des zweiten Bildungswegs.

## Liste der Schulen
| Schulnummer | Schulform            | Schulname | Anschrift               | PLZ   | Ort             | Website | Schülerinnen und Schüler | Anm.   |
| ----------- | -------------------- | --- | ----------------------- | ----- | --------------- | ------- | ------------------------ | ------ |
| 190044      | Weiterbildungskolleg | Sauerland-Hellweg-Kolleg der Stadt Arnsberg mit Teilstandort Unna                                                     | Berliner Platz 3        | 59759 | Arnsberg        | Website | 310                      | [ 1 ]  |
| 184214      | Weiterbildungskolleg | Weiterbildungskolleg der Stadt Bielefeld – Abendgymnasium                                                             | Gutenbergstr. 19        | 33615 | Bielefeld       | Website | 242                      | [ 2 ]  |
| 170690      | Weiterbildungskolleg | Westfalen-Kolleg Bielefeld – Sekundarstufe II                                                                         | Brückenstr. 72          | 33607 | Bielefeld       | Website | 144                      | [ 3 ]  |
| 164033      | Weiterbildungskolleg | Falkschule Weiterbildungskolleg der Stadt Bielefeld – Abendrealschule                                                 | Frachtstr. 8            | 33602 | Bielefeld       | Website | 401                      | [ 4 ]  |
| 184871      | Weiterbildungskolleg | Oberstufen-Kolleg Weiterbildungskolleg des Landes NRW an der Universität Bielefeld                                    | Universitätsstr. 23     | 33615 | Bielefeld       | Website | 449                      | [ 5 ]  |
| 163960      | Weiterbildungskolleg | Weiterbildungskolleg Westmünsterland                                                                                  | Paul-Schneider-Weg 3    | 46399 | Bocholt         | Website | 193                      | [ 6 ]  |
| 164045      | Weiterbildungskolleg | Ottilie-Schoenewald-Weiterbildungskolleg der Stadt Bochum – Abendrealschule, Abendgymnasium u. Kolleg                 | Wittener Str. 61        | 44789 | Bochum          | Website | 569                      | [ 7 ]  |
| 100000      | Weiterbildungskolleg | Studienkolleg des Ökumenischen Studienwerks e. V. für ausländische Studierende                                        | Girondelle 80           | 44799 | Bochum          | Website | 0                        | [ 8 ]  |
| 170574      | Weiterbildungskolleg | Weiterbildungskolleg der Bundesstadt Bonn – Abendrealschule, Abendgymnasium u. Kolleg                                 | Langwartweg 72          | 53129 | Bonn            | Website | 299                      | [ 9 ]  |
| 163922      | Weiterbildungskolleg | Abendrealschule Bonn – Weiterbildungskolleg der Bundesstadt Bonn                                                      | Dorotheenstr. 126       | 53111 | Bonn            | Website | 447                      | [ 10 ] |
| 170732      | Weiterbildungskolleg | Westfalen-Kolleg – Weiterbildungskolleg der Stadt Dortmund                                                            | Rheinische Str. 67      | 44137 | Dortmund        | Website | 459                      | [ 11 ] |
| 190627      | Weiterbildungskolleg | Abendrealschule – Max-von-der-Grün – Weiterbildungskolleg der Stadt Dortmund                                          | Rheinische Str. 69      | 44137 | Dortmund        | Website | 343                      | [ 12 ] |
| 163820      | Weiterbildungskolleg | Weiterbildungskolleg der Stadt Duisburg – Abendrealschule und Abendgymnasium                                          | Carstanjenstr. 10       | 47057 | Duisburg        | Website | 291                      | [ 13 ] |
| 170513      | Weiterbildungskolleg | Städtisches Weiterbildungskolleg – Abendgymnasium und Abendrealschule Sekundarstufen I und II                         | Rückertstr. 6           | 40470 | Düsseldorf      | Website | 241                      | [ 14 ] |
| 170628      | Weiterbildungskolleg | Weiterbildungskolleg Wilhelm-Heinrich-Riehl-Kolleg                                                                    | Am Hackenbruch 35       | 40231 | Düsseldorf      | Website | 208                      | [ 15 ] |
| 163831      | Weiterbildungskolleg | Weiterbildungskolleg der Stadt Essen – Abendrealschule Eiberg -                                                       | Sachsenring 301         | 45279 | Essen           | Website | 405                      | [ 16 ] |
| 170537      | Weiterbildungskolleg | Nikolaus-Groß-Weiterbildungskolleg – Staatl. gen. Ersatzschule des Bistums Essen mit den BG Abendgymnasium und Kolleg | Franziskanerstr. 67     | 45139 | Essen           | Website | 383                      | [ 17 ] |
| 170604      | Weiterbildungskolleg | Weiterbildungskolleg Emscher-Lippe Abendgymnasium/Kolleg der Stadt Gelsenkirchen                                      | Middelicher Str. 289    | 45892 | Gelsenkirchen   | Website | 226                      | [ 18 ] |
| 163971      | Weiterbildungskolleg | Weiterbildungskolleg – Abendrealschule d. Stadt Gelsenkirchen                                                         | Bochumer Str. 190       | 45886 | Gelsenkirchen   | Website | 351                      | [ 19 ] |
| 191073      | Weiterbildungskolleg | Weiterbildungskolleg der Stadt Gronau Driland-Kolleg – Abendrealschule, Abendgymnasium, Kolleg                        | Konrad-Adenauer-Str. 85 | 48599 | Gronau (Westf.) | Website | 296                      | [ 20 ] |
| 188001      | Weiterbildungskolleg | Weiterbildungskolleg der Stadt Hagen Rahel-Varnhagen-Kolleg – Abendrealschule, Abendgymnasium, Kolleg                 | Schwelmstück 3          | 58093 | Hagen           | Website | 531                      | [ 21 ] |
| 163843      | Weiterbildungskolleg | Weiterbildungskolleg der Stadt Krefeld – Abendrealschule                                                              | Danziger Platz 1        | 47809 | Krefeld         | Website | 277                      | [ 22 ] |
| 193290      | Weiterbildungskolleg | Tages- und Abendschule Köln (TAS)- Staatl. anerkanntes Weiterbildungskolleg Abendrealschule                           | Genovevastr. 72         | 51063 | Köln            | Website | 845                      | [ 23 ] |
| 170665      | Weiterbildungskolleg | Köln-Kolleg – Weiterbildungskolleg der Stadt Köln                                                                     | Judenkirchhofsweg 6     | 50679 | Köln            | Website | 305                      | [ 24 ] |
| 170586      | Weiterbildungskolleg | Abendgymnasium Köln                                                                                                   | Judenkirchhofsweg 6     | 50679 | Köln            | Website | 636                      | [ 25 ] |
| 183052      | Weiterbildungskolleg | Hanse-Kolleg Weiterbildungskolleg der Stadt Lippstadt – Abendgymnasium, Kolleg, Abendrealschule                       | Ostendorfallee 1        | 59555 | Lippstadt       | Website | 642                      | [ 26 ] |
| 170689      | Weiterbildungskolleg | Comenius Kolleg – Weiterbildungskolleg der Deutsch-Brasilianischen Studienstiftung St. Antonius                       | Sunderstr. 15–17        | 49497 | Mettingen       | Website | 292                      | [ 27 ] |
| 184512      | Weiterbildungskolleg | Weser-Kolleg Minden                                                                                                   | Martinikirchhof 6a      | 32423 | Minden          | Website | 543                      | [ 28 ] |
| 170677      | Weiterbildungskolleg | Overberg-Kolleg – Weiterbildungskolleg des Bistums Münster                                                            | Fliednerstr. 25         | 48149 | Münster         | Website | 233                      | [ 29 ] |
| 100058      | Weiterbildungskolleg | Weiterbildungskolleg Münster – Abendrealschule und Abendgymnasium                                                     | Uppenkampstiege 21      | 48147 | Münster         | Website | 611                      | [ 30 ] |
| 190962      | Weiterbildungskolleg | Theodor-Schwann-Kolleg – Weiterbildungskolleg des Rhein-Kreises Neuss – Abendrealschule, Abendgymnasium, Kolleg       | Paracelsusstr. 8        | 41464 | Neuss           | Website | 441                      | [ 31 ] |
| 170720      | Weiterbildungskolleg | Westfalen-Kolleg Paderborn – Weiterbildungskolleg des Landes NRW – Kolleg, Abendgymnasium                             | Fürstenweg 17 b         | 33102 | Paderborn       | Website | 203                      | [ 32 ] |
| 184603      | Weiterbildungskolleg | Weiterbildungskolleg Abendrealschule der Stadt Paderborn                                                              | Fürstenweg 17b          | 33102 | Paderborn       | Website | 265                      | [ 33 ] |
| 164021      | Weiterbildungskolleg | Weiterbildungskolleg – Abendrealschule der Stadt Rheine                                                               | Mittelstr. 45           | 48431 | Rheine          | Website | 315                      | [ 34 ] |
| 164094      | Weiterbildungskolleg | Weiterbildungskolleg der Stadt Siegen – Abendrealschule, Abendgymnasium, Kolleg                                       | An der Sommerseite 30   | 57074 | Siegen          | Website | 415                      | [ 35 ] |
| 170562      | Weiterbildungskolleg | Weiterbildungskolleg Linker Niederrhein – Abendrealschule und Abendgymnasium des Kreises Viersen                      | Nikolaus-Groß-Str. 9    | 41751 | Viersen         | Website | 371                      | [ 36 ] |
| 185826      | Weiterbildungskolleg | Bergisches Weiterbildungskolleg d. Stadt Wuppertal – Abendrealschule, Abendgymnasium, Kolleg                          | Pfalzgrafenstr. 32      | 42119 | Wuppertal       | Website | 494                      | [ 37 ] |
| 170598      | Weiterbildungskolleg | Weiterbildungskolleg der Städteregion Aachen – Abendgymnasium und Kolleg                                              | Friedrichstr. 72        | 52146 | Würselen        | Website | 220                      | [ 38 ] |

## Liste der ehemaligen Weiterbildungskollegs
| Schulnummer | Schulform            | Schulname                                                              | Anschrift            | PLZ   | Ort       | Website | Jahr der Auflösung | Anm.   |
| ----------- | -------------------- | ---------------------------------------------------------------------- | -------------------- | ----- | --------- | ------- | ------------------ | ------ |
| 163934      | Weiterbildungskolleg | Weiterbildungskolleg der Stadt Köln Abendrealschule                    | Dagobertstr. 79      | 50668 | Köln      | Website |                    | [ 39 ] |
| 170641      | Weiterbildungskolleg | Friedrich-Spee-Kolleg                                                  | Paracelsusstraße 8   | 41464 | Neuss     | Website | 2024               | [ 40 ] |
| 163880      | Weiterbildungskolleg | Weiterbildungskolleg der Stadt Remscheid Abendrealschule               | Gustav-Michel-Weg 18 | 42859 | Remscheid |         |                    | [ 41 ] |
| 190408      | Weiterbildungskolleg | Abendgymnasium Rhein-Sieg des Volkshochschul-Zweckverbandes Rhein-Sieg | Zeithstr. 72         | 53721 | Siegburg  |         |                    | [ 42 ] |
| 163909      | Weiterbildungskolleg | Weiterbildungskolleg Am Ölberg der Stadt Wuppertal – Abendrealschule - | Pfalzgrafenstr. 32   | 42119 | Wuppertal |         |                    | [ 43 ] |